# Даунингс
Даунингс (англ. Downings; ирл. Na Dúnaibh) — деревня в Ирландии, находится в графстве Донегол (провинция Ольстер).